# سلاح بداهه
سلاح بداهه (به انگلیسی: Improvised Weapon) به هر شیء یا ابزاری گفته می‌شود که به طور معمول به عنوان سلاح طراحی نشده اما در شرایط خاص به عنوان وسیله‌ای برای حمله یا دفاع مورد استفاده قرار می‌گیرد. این نوع سلاح‌ها اغلب در شرایط اضطراری، جنگ‌های نامنظم، دفاع شخصی، یا درگیری‌های خیابانی به کار می‌روند. 

## ویژگی‌ها
- ساخته‌شده از اشیای روزمره – از وسایلی که معمولاً برای اهداف دیگری طراحی شده‌اند، استفاده می‌شود.
- دسترسی آسان – به دلیل استفاده از اشیای معمولی، به راحتی در محیط‌های مختلف یافت می‌شوند.
- عدم نیاز به مهارت بالا – بسیاری از این سلاح‌ها بدون نیاز به مهارت فنی خاصی قابل استفاده هستند.
- تنوع و انعطاف‌پذیری بالا – بسته به شرایط، از وسایل مختلفی می‌توان به عنوان سلاح استفاده کرد.

## انواع سلاح‌های بداهه

### اشیای خانگی
- چاقوی آشپزخانه
- قیچی
- بطری شیشه‌ای شکسته
- قابلمه یا ماهیتابه (برای ضربه زدن)
- خودکار یا مداد (برای فرو کردن در نقاط حساس)

### ابزارهای صنعتی و کارگاهی
- پیچ‌گوشتی
- چکش
- آچار فرانسه
- سیم و طناب (برای خفه کردن یا تله‌گذاری)

### سلاح‌های آتش‌زا دست‌ساز
- کوکتل مولوتف – بطری پر شده از مایعات آتش‌زا با فتیله‌ای برای اشتعال
- بمب دست‌ساز – ترکیبی از مواد شیمیایی یا منفجره برای ایجاد انفجار

### تجهیزات ورزشی و سرگرمی
- چوب بیسبال
- دمبل یا وزنه‌های ورزشی
- تیر و کمان دست‌ساز

### اشیای طبیعی
- سنگ (برای پرتاب یا ضربه زدن)
- شاخه‌های چوبی نوک‌تیز (به عنوان نیزه)

## کاربردها
- دفاع شخصی – در شرایطی که فرد نیاز به محافظت از خود دارد.
- جنگ‌های نامنظم و شورش‌ها – در جنگ‌های چریکی یا درگیری‌های خیابانی، استفاده از سلاح‌های بداهه رایج است.
- بقا در طبیعت – در شرایطی که فرد در طبیعت گیر افتاده، می‌توان از چوب یا سنگ برای ساخت سلاح‌های موقت استفاده کرد.
- زندگی در زندان‌ها – زندانیان اغلب با تبدیل وسایل روزمره به سلاح، برای دفاع یا حمله آماده می‌شوند.

## سلاح‌های بداهه در تاریخ
در طول تاریخ، افراد و گروه‌های مختلف از سلاح‌های بداهه برای مقابله با دشمنان خود استفاده کرده‌اند. به عنوان مثال:
- در جنگ‌های چریکی، مبارزان از بمب‌های دست‌ساز و سلاح‌های دست‌ساز استفاده می‌کردند.
- در شورش‌های خیابانی، افراد از سنگ، کوکتل مولوتف، و حتی نرده‌های فلزی برای مقابله با نیروهای امنیتی بهره می‌بردند.
- در جنگ جهانی دوم، بسیاری از سربازان و غیرنظامیان برای دفاع از خود، از ابزارهای خانگی به عنوان سلاح استفاده کردند.

سلاح‌های بداهه نمونه‌ای از خلاقیت بشر در شرایط اضطراری هستند. با توجه به اینکه این سلاح‌ها معمولاً از ابزارهای در دسترس ساخته می‌شوند، می‌توانند نقش مهمی در دفاع شخصی، جنگ‌های چریکی، یا حتی شرایط بقا ایفا کنند.